# Rinul Anterior

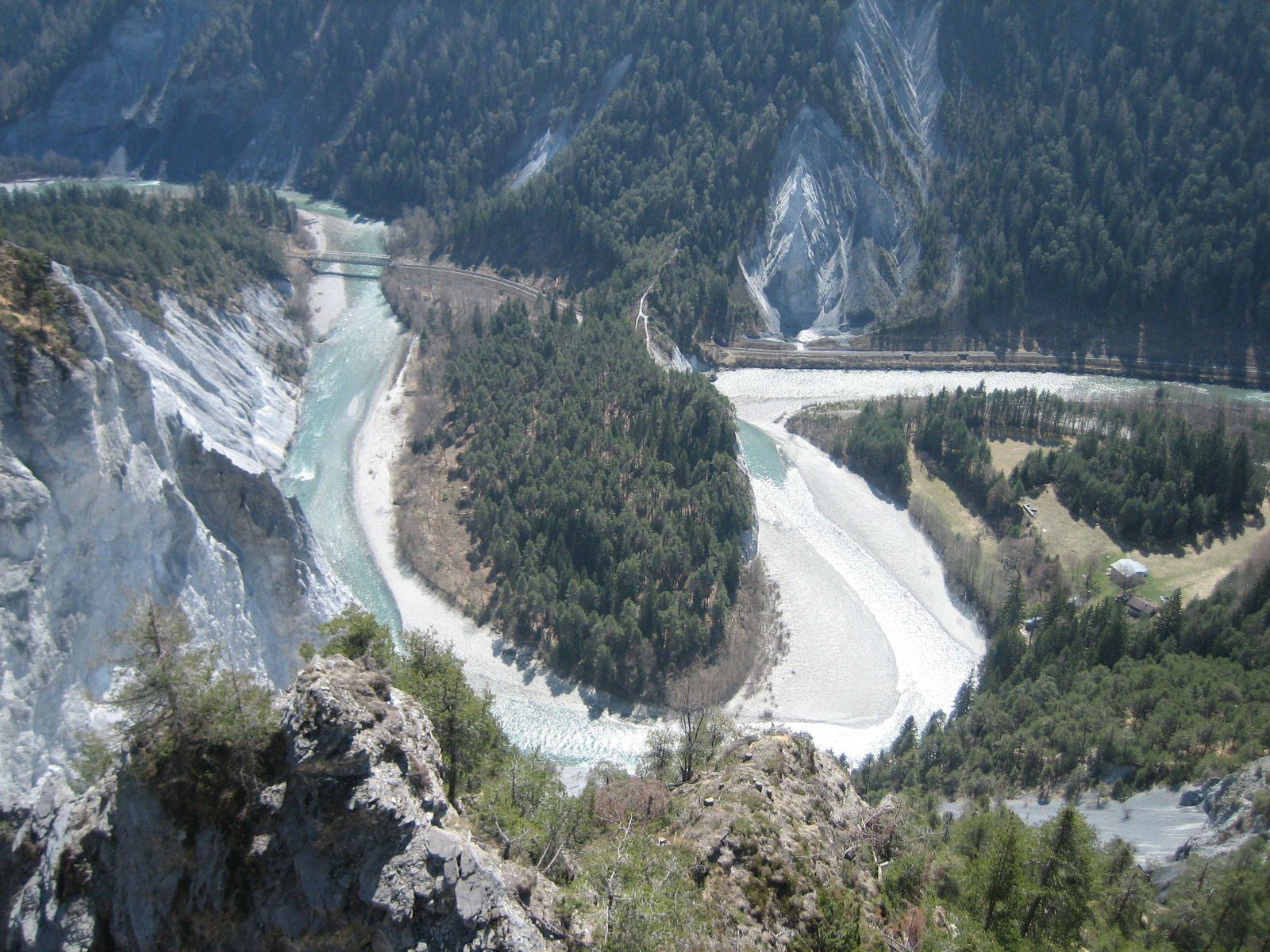
Rinul Anterior

Rinul Anterior (Rein Anteriur; germană: Vorderrhein) este una din ramurile de origine a Rinului care se formează la Tamins (Reichenau GR), prin unirea Rinului Anterior cu Rinul Posterior. Bazinul lui hidrologic este amplasat în cea mai mare parte în cantonul Graubünden (Elveția).

## Curs
Rinul Anterior, are o lungime de 76 km, izvorăște în apropiere de comuna Tujetsch. Cea mai mare parte a cursului său are direcția nord-est, versanții nordici al văii sale au pereți verticali, pe când versanții sudici fiind mai domol.

## Afluenți
Afluenții săi au în medie majoritatea în jur de 70 km lungime
- Puozas
- Milez
- Rein da Tuma
- Val Val
- Rein da Maighels
- Rein da Curnera
- Rein da Nalps
- Rein da Medel

## Localități
Cele mai mari localități aplasate pe cursul Rinului Anterior sunt: 
Disentis/Mustér și Ilanz/Glion. Anumite tronsoane de pe cursul lui sunt adecvate sporturilor nautice de caiac canoe.